# Rue Alphonse-Aulard
Pour les articles homonymes, voir Alphonse Aulard et Aulard.
La rue Alphonse-Aulard est une voie du 19e arrondissement de Paris, en France.

## Situation et accès
La rue Alphonse-Aulard est une voie publique située dans le 19e arrondissement de Paris. Elle débute au 52, boulevard Sérurier et se termine au 9, boulevard d'Algérie.

## Origine du nom
Cette rue porte le nom de l'historien français, Alphonse Aulard (1849-1928).

## Historique
La voie a été ouverte et a pris sa dénomination actuelle en 1932, sur l'emplacement du bastion no 21 de l'enceinte de Thiers.